# 1922 na literatura

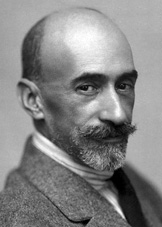
Jacinto Benavente

## Eventos
- 11 a 18 de fevereiro – Semana de Arte Moderna, que ocorreu no Teatro Municipal de São Paulo, da qual participaram nomes como Mário de Andrade, Oswald de Andrade, Anita Malfatti, Victor Brecheret, entre outros.

## Livros
- Fábulas, de Monteiro Lobato

## Prosa
- James Joyce – Ulisses
- Hermann Hesse – Siddhartha
- Sinclair Lewis – Babbitt
- Virginia Woolf – O quarto de Jacó

## Poesia
- T. S. Eliot – The Waste Land
- César Vallejo – Trilce
- Mário de Andrade – Paulicéia Desvairada
- Paul Valéry – Charmes

## Não ficção
- Ludwig Wittgenstein – Tractatus Logico-Philosophicus

## Nascimentos
| Data           | Nome                  | Profissão                                       | Nacionalidade         | Observações                | Ref   |
| -------------- | --------------------- | ----------------------------------------------- | --------------------- | -------------------------- | ----- |
| 5 de março     | Pier Paolo Pasolini   | dramaturgo e poeta                              | Itália                | m. 1975                    |       |
| 11 de março    | Cornelius Castoriadis | filósofo                                        | Turquia               | m. 1997                    |       |
| 12 de março    | Jack Kerouac          | romancista e poeta                              | Estados Unidos        | m. 1969                    |       |
| 16 de abril    | Kingsley Amis         | romancista, poeta e crítico literário           | Inglaterra            | m. 1995                    |       |
| 1 de maio      | Otto Lara Resende     | jornalista e escritor                           | Brasil                | m. 1992                    | [ 1 ] |
| 28 de maio     | José Craveirinha      | poeta                                           | Portugal (Moçambique) | m. 2003 Prémio Camões 1991 | [ 2 ] |
| 11 de junho    | Erving Goffman        | sociólogo                                       | Canadá                | m. 1983                    |       |
| 15 de outubro  | Agustina Bessa-Luís   | escritora                                       | Portugal              | m. 2024                    |       |
| 17 de setembro | Agostinho Neto        | político, médico e escritor                     | Portugal (Angola)     | m. 1979                    |       |
| 19 de setembro | Damon Knight          | editor, crítico e escritor de ficção científica | Estados Unidos        | m. 2002                    |       |
| 29 de dezembro | William Gaddis        | escritor                                        | Estados Unidos        | m. 1998                    |       |
| 31 de dezembro | Antonio Tito Costa    | político, advogado e escritor                   | Brasil                | m. 2023                    |       |

## Mortes
| Data         | Nome                       | Profissão                               | Nacionalidade | Observações | Ref |
| ------------ | -------------------------- | --------------------------------------- | ------------- | ----------- | --- |
| 30 de agosto | Dom Silvério Gomes Pimenta | professor, orador, escritor e arcebispo | Brasil        | n. 1840     |     |
| ??           | Ângelo Jorge               | escritor e jornalista                   | Portugal      | n. 1883     |     |

## Prêmios literários
- Nobel de Literatura – Jacinto Benavente.